# Agrostis gunniana
Agrostis gunniana é uma espécie de gramínea do gênero Agrostis, pertencente à família Poaceae.